# Sergej Saveljev
Sergej Petrovitj Saveljev (ryska: Сергей Петрович Савельев), född 26 februari 1948 i Rajtjichinsk, död 29 oktober 2005, var en sovjetisk längdskidåkare som var aktiv på 1970-talet. Han blev olympisk guldmedaljör i Innsbruck 1976 på 30 km.